# Aleksandr Popov (biathlon)
Pour les articles homonymes, voir Alexandre Popov et Popov.
Alexandre Vladimirovitch Popov (en russe : Александр Владимирович Попов et en biélorusse : Аляксандр Уладзіміравіч Папоў, Aliaksandr Uladzimiravich Papou), né le 22 février 1965 à Tobolsk, en RSFS de Russie (Union soviétique), est un biathlète bielorusse, champion olympique du relais en 1988 avec l'URSS et aussi quatre fois champion du monde par équipes.

## Biographie
Popov est vice-champion du monde junior de sprint en 1985 et démarre dans la Coupe du monde la saison suivante, où il gagne deux relais.
Pour ses premiers championnats du monde en 1987, il est médaillé d'argent en relais. La saison 1986-1987 voit Popov engranger ses deux premiers succès individuels en Coupe du monde à Antholz et Canmore.
En 1988, il devient champion olympique de relais avec l'URSS (équipe composée aussi de Dmitry Vassiliev, Sergeï Tchepikov et Valeri Medvedtsev), tandis qu'ils se classe douzième de l'indivduel.
En 1989, il devient champion du monde pour la première fois sur la course par équipes et se classe deuxième de la Coupe du monde, derrière Eirik Kvalfoss, gagnant un individuel cet hiver. Dans cette compétition, il porte définitivement son total de victoires à six lors de la saison 1991-1992, où avec deux succès en sprint à Hochfilzen et Anterselva, il finit septième du classement général. Il monte sur son ultime podium en Coupe du monde (le seizième) en décembre 1993 à Pokljuka.
Il est vice-champion de l'individuel en 1991, derrière Mark Kirchner. Dans les années 1990, il ajoute trois titres par équipes à sa collection en 1992, 1996 et 1997. Il est aussi médaillé d'argent en relais en 1991 et deux fois de bronze en 1995 et 1996.
Aux Jeux olympiques d'hiver de 1992, il obtient la médaille d'argent du relais avec l'Équipe unifiée et prend la quatrième place à l'individuel, résultat qu'il obtient aussi lors de l'édition 1994. Il compte une quatrième participation aux jeux d'hiver en 1998 à Nagano, où il est notamment quatrième du relais. En 1998, pour sa dernière saison dans le sport de compétition, il obtient la médaille d'argent en sprint aux Championnats d'Europe à Minsk.
Après sa retraite sportive, il est devenu entraîneur de l'équipe nationale de Biélorussie.

## Palmarès

### Jeux olympiques d'hiver
| Nat.        | Épreuve / Édition   | Individuel | Sprint | Relais                             |
| ----------- | ------------------- | ---------- | ------ | ---------------------------------- |
| URSS        | JO 1988 Calgary     | 12e        | -      | Médaille d'or, Jeux olympiques     |
| CEI         | JO 1992 Albertville | 4e         | 18e    | Médaille d'argent, Jeux olympiques |
| Biélorussie | JO 1994 Lillehammer | 4e         | 10e    | 4e                                 |
| Biélorussie | JO 1998 Nagano      | 29e        | 55e    | 4e                                 |

Légende :
- : première place, médaille d'or
- : deuxième place, médaille d'argent
- — : pas de participation à l'épreuve

### Championnats du monde
| Nat.        | Mondiaux \ Épreuve       | Individuel               | Sprint         | Poursuite                        | Relais                    | Course par équipes               |
| URSS        | 1987 Lake Placid         | 12e                      | DSQ            | Épreuve inexistante à cette date | Médaille d'argent, monde  | Épreuve inexistante à cette date |
| URSS        | 1989 Feistritz           | 19e                      | 8e             | Épreuve inexistante à cette date | Médaille d'argent, monde  | Médaille d'or, monde             |
| URSS        | 1991 Lahti               | Médaille d'argent, monde | -              | Épreuve inexistante à cette date | Médaille d'argent, monde  | —                                |
| CEI         | 1992 Novossibirsk        | JO Albertville           | JO Albertville | Épreuve inexistante à cette date | JO Albertville            | Médaille d'or, monde             |
| Biélorussie | 1993 Borovets            | 14e                      | 18e            | Épreuve inexistante à cette date | 4e                        | 6e                               |
| Biélorussie | 1994 Canmore             | JO Lillehammer           | JO Lillehammer | Épreuve inexistante à cette date | JO Lillehammer            | 9e                               |
| Biélorussie | 1995 Antholz-Anterselva  | 13e                      | 6e             | Épreuve inexistante à cette date | Médaille de bronze, monde | 8e                               |
| Biélorussie | 1996 Ruhpolding          | 7e                       | 21e            | Épreuve inexistante à cette date | Médaille de bronze, monde | Médaille d'or, monde             |
| Biélorussie | 1997 Osrblie             | -                        | 18e            | 27e                              | 4e                        | Médaille d'or, monde             |
| Biélorussie | 1998 Pokljuka Hochfilzen | JO Nagano                | JO Nagano      | 18e                              | JO Nagano                 | 12e                              |

Légende :

 : première place, médaille d'or

 : deuxième place, médaille d'argent

 : troisième place, médaille de bronze

 : épreuve inexistante

— : pas de participation à cette épreuve

### Coupe du monde
- Meilleur classement général : 2e en 1989.
- 16 podiums individuels : 6 victoires, 7 deuxièmes places et 3 troisièmes places.

#### Liste des victoires
6 victoires (2 en individuel, 4 en sprint)
| Saison    | Date             | Lieu               | Discipline       |
| --------- | ---------------- | ------------------ | ---------------- |
| 1986–1987 | 17 janvier 1987  | Antholz-Anterselva | 10 km sprint     |
| 1986–1987 | 21 février 1987  | Canmore            | 20 km sprint     |
| 1988–1989 | 2 mars 1989      | Hämeenlinna        | 20 km individuel |
| 1990–1991 | 24 janvier 1991  | Antholz-Anterselva | 20 km individuel |
| 1991–1992 | 21 décembre 1991 | Hochfilzen         | 10 km sprint     |
| 1991–1992 | 25 janvier 1992  | Antholz-Anterselva | 10 km sprint     |

#### Classements annuels
| Année | Classement général final |
| 1986  | 30e                      |
| 1987  | 5e                       |
| 1988  | 32e                      |
| 1989  | 2e                       |
| 1991  | 21e                      |
| 1992  | 7e                       |
| 1993  | 21e                      |
| 1994  | 23e                      |
| 1995  | 24e                      |
| 1996  | 16e                      |
| 1997  | 35e                      |
| 1998  | 42e                      |

### Championnats d'Europe
- Médaille d'or du relais en 1995.
- Médaille d'argent de l'individuel en 1995.
- Médaille d'argent du relais en 1996.
- Médaille d'argent de l'individuel en 1998.

### Championnats du monde junior
- Médaille d'argent du sprint en 1985.

## Distinctions
Il est le porte-drapeau olympique de la Biélorussie en 1998 et 2006.